# أبيون الحمص
أبيون الحمض هي حشرة من السوسيات موطنه أوروبا ، يبلغ طولها نحو 2 ملم، تنخر الحمّص وغيره من البقوليات، ومن هنا أخذت الاسم.

## الوصف
بطنها غليظة الشكل، ورأسها وخطمها سوداوان، أما جسمها وغمدها فزرقاوان.

## وصلات خارجية
- Images representing Apion في شريط قضبان بيانات الحياة (BOLD)  [لغات أخرى]‏